# Azuay

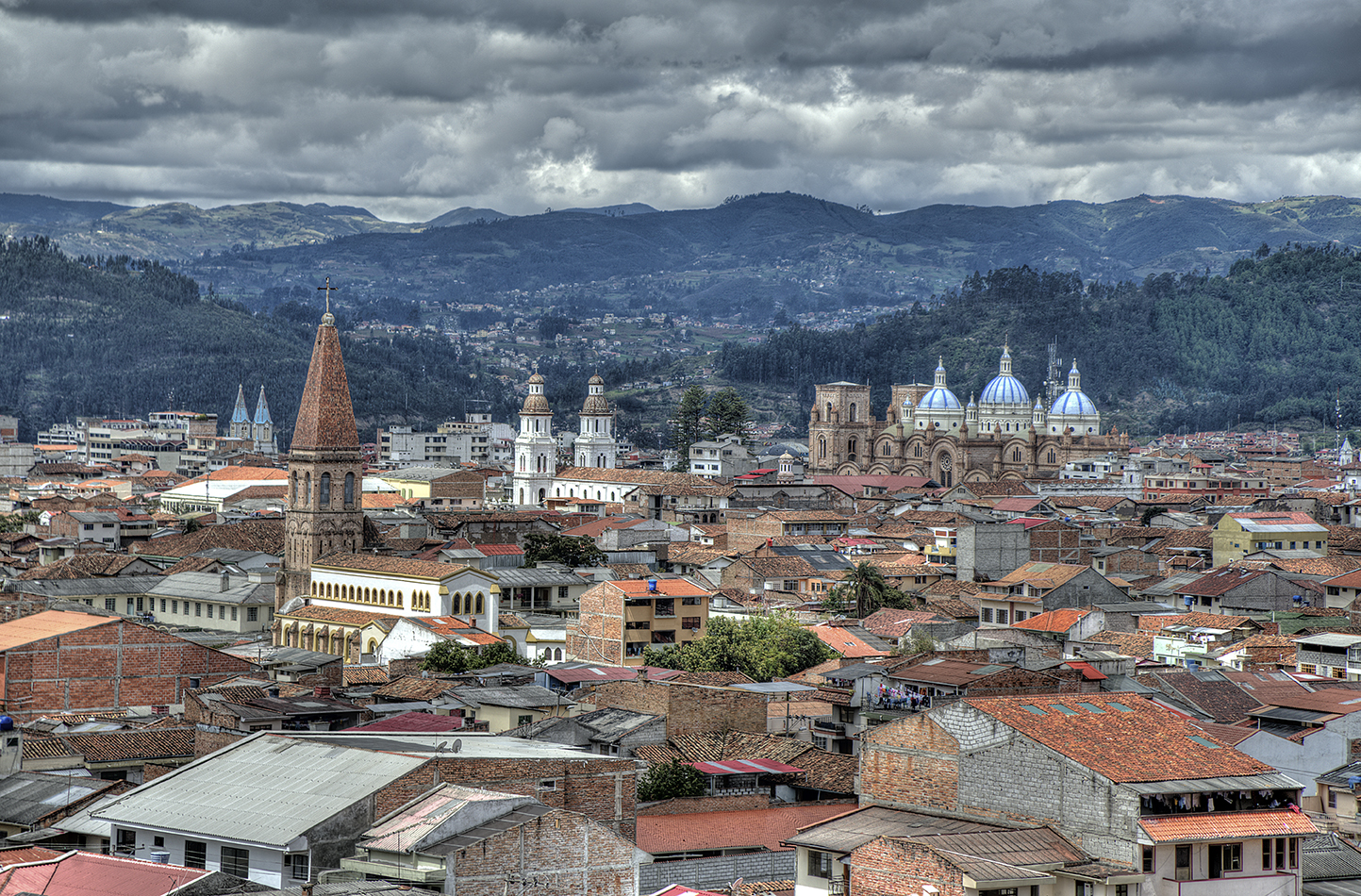

L'Azuay est une province de l'Équateur créée le 25 juin 1824.

## Géographie
Cette province est située au sud de l'Équateur, dans la Cordillère des Andes. Elle couvre une superficie de 8 309 km2. Elle est délimitée au nord par la province de Cañar, à l'est par les provinces de Morona-Santiago et de Zamora-Chinchipe, au sud par les provinces de Loja et El Oro et à l'ouest par la province de Guayas. Le point le plus élevé de cette région se situe à 4 478 m, au sommet du mont Quimsa Cruz. Sa capitale est Cuenca.
L'Azuay est traversée par la Route panaméricaine. Cuenca est reliée à Quito, la capitale du pays, et Guayaquil, la plus grande ville, par des vols nationaux réguliers. Elle abrite la plus grande centrale hydroélectrique du pays, sur la rivière Paute.

### Division territoriale
La province est divisée en quinze cantons :

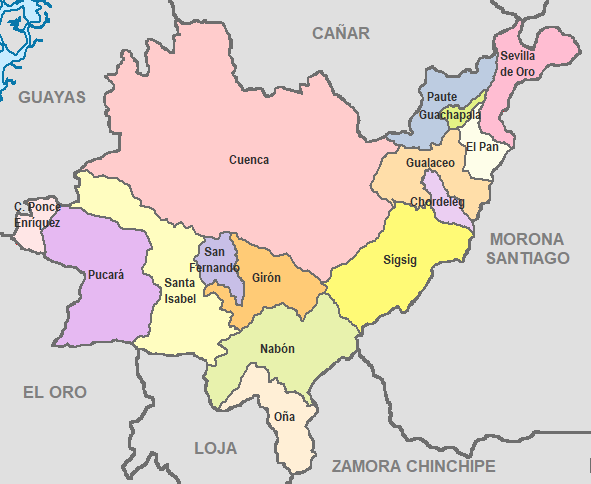
Cantons de l'Azuay.

| Canton                | Superficie (km2) | Population (2010) | Densité (hab./km2) | Chef-lieu             |
| --------------------- | ---------------- | ----------------- | ------------------ | --------------------- |
| Camilo Ponce Enríquez | 639              | 21 998            | 34,4               | Camilo Ponce Enríquez |
| Chordeleg             | 105              | 12 577            | 119,8              | Chordeleg             |
| Cuenca                | 3 086            | 505 585           | 163,8              | Cuenca                |
| El Pan                | 132              | 3 036             | 23                 | El Pan                |
| Girón                 | 354              | 12 607            | 35,6               | Girón                 |
| Guachapala            | 40               | 3 409             | 85,2               | Guachapala            |
| Gualaceo              | 350              | 42 709            | 122                | Gualaceo              |
| Nabón                 | 633              | 15 892            | 25,1               | Nabón                 |
| Oña                   | 293              | 3 583             | 12,2               | Oña                   |
| Paute                 | 270              | 25 494            | 94,4               | Paute                 |
| Pucará                | 585              | 10 052            | 17,2               | Pucará                |
| San Fernando          | 138              | 3 993             | 28,9               | San Fernando          |
| Santa Isabel          | 604              | 18 393            | 30,5               | Santa Isabel          |
| Sevilla de Oro        | 314              | 5 889             | 18,8               | Sevilla de Oro        |
| Sígsig                | 657              | 26 910            | 41                 | Sígsig                |